# Лукьянов, Виктор Анатольевич
Ви́ктор Анато́льевич Лукья́нов (17 августа 1948, Владивосток, РСФСР, СССР) — советский футболист, нападающий; советский и российский футбольный тренер. Заслуженный тренер России. Мастер спорта СССР. «Отличник физической культуры и спорта России».

## Биография
Окончил 8 классов школы № 44 Владивостока, затем учился в вечерней школе № 12. В 1964 году поступил фрезеровщиком на Примкожкомбинат. С 1965 года по 1966 год учился в ГПТУ № 5 на судового электрика. В 1965 году пришёл работать на предприятие «Эра» слесарем-электромонтажником.

## Карьера

### Клубная
Выступал в дубле владивостокского «Луча». В 1967 году дебютировал за главную команду. С 1968 года играл за СКА из Хабаровска. В 1970 году вернулся в «Луч». Был многолетним лидером, а с 1980 года ещё и капитаном команды. В 1985 году, с приходом нового главного тренера Ивана Николаева, был отчислен из команды. В 1988 году главным тренером Виталием Коберским, который считал Лукьянова равным половине команды, был снова приглашён в «Луч». В том сезоне установил действующий рекорд забитых голов за «Луч-Энергию»: 100 мячей. Последний гол был забит с лёта под перекладину в гостевом матче против благовещенского «Амура». По окончании сезона завершил карьеру.

### Тренерская
С 1985 года — на тренерской работе, занимается подготовкой юных футболистов в ДЮСШ и ЦПЮФ «Луча-Энергии». Воспитал Тараса Бурлака, Семёна Фомина и др. Неоднократно признавался лучшим тренером Дальнего Востока. Кроме того, в 1997 году был тренером «Луча», а в 1996 и 2001 годах являлся главным тренером команды. С 2013 года по 2017год работал тренером в ГБУ «СШОР „Трудовые Резервы“ Москомспорта». В настоящее время тренирует в ФК"Луч" г. Владивосток, ФК «ИстоН сити» г. Владивосток.
Воспитанники Виктора Лукьянова — многократные победители различных юношеских соревнований по футболу в разных возрастных категориях:
- Победители 26 городских соревнований;
- Победители 16 межрегиональных соревнований;
- 25-кратные победители Первенства и Кубка Приморского края;
- Чемпионы 1998 и 2000 годов Кубка Японского моря.

## Достижения
- Рекордсмен «Луча-Энергии» по числу проведенных матчей: более 500[4]
- Рекордсмен «Луча-Энергии» по числу забитых мячей: 100

Удостоен различных наград, в том числе:
- в 1987 году — Мастер спорта СССР;
- в 2000 году — «Отличник физической культуры и спорта»;
- в 2002 году — Почётная грамота президента РФС Вячеслава Колоскова «За подготовку кандидатов в сборные юношеские команды России»;
- в 2003 году — Медаль «80 лет Госкомспорту России»;
- в 2006 году — Почётная грамота президента РФС Виталия Мутко «За воспитание Семёна Фомина, ставшего чемпионом Европы среди юношей»;
- в 2006 году — Всероссийский Грант Фонда национальной академии футбола;
- в 2007 году — Почётная грамота Администрации города Владивостока «За большой вклад в развитие футбола»;
- в 2008 году — Заслуженный тренер России;
- в 2011 году — высшая квалификационная категория тренера-преподавателя по футболу;
- в 2012 году — Благодарственное письмо Управления по физической культуре и спорту Приморского края «За личный многолетний вклад в развитие детского футбола».

## Личная жизнь
Воспитывался мамой Анной Николаевной, так как отец погиб до его рождения. Жену зовут Наталья, с которой поженились в 1970 году. Имеет двух дочерей (Ольгу и Анастасию) и четверых внуков.